# Ampelocissus amentacea
Ampelocissus amentacea är en vinväxtart som beskrevs av Henry Nicholas Ridley. Ampelocissus amentacea ingår i släktet Ampelocissus och familjen vinväxter. Inga underarter finns listade i Catalogue of Life.